# سه احمق
سه احمق (به انگلیسی: 3 Idiots) فیلمی هندی در ژانر کمدی-درام و داستان بلوغ محصول سال ۲۰۰۹ میلادی است.
این فیلم محبوب‌ترین کمدی بالیوودی در خارج از هند محسوب می‌شود. سه احمق در وبگاه IMDb امتیاز ۸٫۴ از ۱۰ را گرفته و جزو ۲۵۰ فیلم برتر این وبگاه است. این فیلم همچنین جزء ۱۰ فیلم پرفروش سینمای هند قرار دارد.

## بازیگران
| بازیگر            | نقش   | دوبلور فارسی    |
| امیر خان          | رانچو | منوچهر والی‌زاده |
| کارینا کاپور      | پیا   | مریم شیرزاد     |
| رانگاناتان مدهوان | فرهان | سعید شیخ‌زاده    |
| شارمان جوشی       | راجو  | کریم بیانی      |
| بومان ایرانی      | ویروس | حسین عرفانی     |
| اومی وایدیا       | چاتور | اردشیر منظم     |

## داستان
فرهان، راجو، رانچو و چاتور در یک دانشگاه مهندسی درس می‌خوانده‌اند. چاتور ده سال قبل در زمان دانشجویی به آن‌ها گفته بود که پس از ده سال در دانشگاه همدیگر را ببینند و بفهمند چه کسی موفق تر است. اما فرهان و راجو که دوستان صمیمی رانچو بوده‌اند نمی‌دانند او کجاست و سال‌هاست او را ندیده‌اند؛ بنابراین به دنبال آدرسی که چاتور داده هر سه به دنبال رانچو می‌روند و فیلم به عقب بازمی‌گردد:
رانچو دانشجویی بوده که از صمیم قلب به مهندسی علاقه داشته اما با حفظ کردن مخالف بوده است. راجو فقط برای نجات خانواده اش از فقر تصمیم به مهندس شدن گرفته بوده و فرهان علاقه داشته عکاس حیات وحش شود اما پدرش اجازه نداده بود.
مدیر دانشگاه دکتر ویرو ساراس‌ها بوده (ویروس) با رانچو شدیداً مخالف است. چاتور شاگرد موردعلاقه اوست و فقط درس هارا حفظ می‌کند.
راجو که در ابتدا از روش‌های رانچو راضی نیست به اتاق چاتور نقل مکان می‌کند در حالیکه او وضع بدتری دارد. در روز معلم چاتور برای تحت تأثیر قراردادن ویروس تصمیم می‌گیرد به کمک کتابدار مدرسه سخنرانی به زبان هندی خالص که چیزی ازآن نمی‌فهمد حفظ کند و روی صحنه بخواند. رانچو بعضی از کلمات برگه را تغییر می‌دهد و به چاتور می‌دهد تا حفظ کند. چاتور در برابر ویروس و وزیر آموزش و پرورش سخنرانی می‌کند و همه را به خنده می‌اندازد. چاتور که بسیار به او توهین شده‌است از روی انتقام به رانچو می‌گوید که با روش خودش از او موفق تر می‌شود.
درهمین حال پدر راجو دچار ایست قلبی می‌شود اما به کمک رانچو و پیا (دختر ویروس و دانشجوی پزشکی، رزیدنت بیمارستان شهر) نجات پیدا می‌کند و باعث می‌شود پدر راجو به سوی رانجو بازگردد.
رانچو و پیا به هم علاقه‌مند می‌شوند. ویروس تلاش می‌کند دوستی فرهان و راجو بارانچو را از بین ببرد اما آن‌ها همیشه با رانچو
هستند. با این حال رانچو همواره در امتحانات اول می‌شود و فرهان و راجو آخر. چون فرهان به عکاسی علاقه دارد و راجو می‌ترسد.
مدتی بعد سه دوست به خانه ویروس می‌روند و رانچو به پیا ابراز عشق می‌کند (در حالی که او یک نامزد خسیس و پول دوست دارد). ویروس آن‌ها را بیرون خانه‌اش می‌بیند.
فردای آن روز ویروس راجو را به دفتر می‌آورد و می‌گوید یا باید خودش اخراج شود یا رانچو. راجو هم که بلاتکلیف است خودش را از پنجره به بیرون پرت می‌کند. راجو به کما می‌رود و پس از دوماه حالش خوب می‌شود و تصمیم می‌گیرد ترس را کنار بگذارد.
فرهان هم در مورد علاقه اش با پدر حرف می‌زند و پدرش اجازه می‌دهد تا او عکاس شود. ویروس که از موفقیت فرهان وکار پیدا کردن راجو خشمگین است، تصمیم می‌گیرد از راجو برای پایان ترم امتحان سختی بگیرد تا او رد شود و کار را از دست بدهد. پیا از نقشه ویروس با خبر می‌شود و کلید دفتر ویروس را به رانچو می‌دهد تا برگه‌های سؤال را پیدا کنند. اما ویروس می‌فهمد و هر سهٔ آن‌ها را اخراج می‌کند. پیا با عصبانیت به پدرش می‌گوید که او مقصر خودکشی برادرش است. چون هرگز به او اجازه نداده طبق علاقه اش عمل کند و او هم خودش را از قطار پرت کرده‌است.
پیا از خانه می‌رود و حال مونا، خواهر بزرگ پیا که حامله است بد می‌شود. پیا به رانچو خبر می‌دهد و رانچو به کمک دوستانش بچه را به دنیا می‌آورد.
ویروس از اخراج آن سه منصرف می‌شود. او خودکاری به رانچو می‌دهد که درفضا هم می‌نویسد وسی سال منتظر بوده تا خودکار به دانشجوی استثنایی برسد. روز فارغ‌التحصیلی رانچو ناپدید می‌شود.
فیلم به زمان حال بازمی‌گردد. چاتور برای یک شرکت آمریکایی کار می‌کند و سعی دارد فردی به نام فانسوخ ونگدو را راضی به بستن قرارداد کند.
آن‌ها به خانه رانچو می‌رسند اما می‌بینند که رانچو کس دیگری است. آن مرد به آن‌ها می‌گوید که نام آن پسر در اصل چوتو است که یتیم و عاشق یادگیری بوده‌است. پس پدر رانچوی واقعی او را به جای رانچو به دانشگاه می‌فرستد تا برای پسرش مدرک بگیرد.
آن‌ها آدرس چوتو را می‌گیرند اما در راه به سراغ پیا می‌روند و او را از مراسم عروسی اش با مرد خسیس فراری می‌دهند. پس از پیدا کردن رانچو، در یک مدرسه ساحلی که توسط خودش تأسیس شده، چاتور، پس از زخم زبان زدن‌های بسیار از رانچو امضای اعتراف به شکست می‌گرفته و خودکار ویروس را هم از او می‌گیرد. هنگامی که چاتور، هنگام قدم زدن در حال دور شدن است، فرهان، راجو و پیا متوجه می‌شوند که اسم واقعی رانچو فانسوخ ونگدو است. چاتور حقیقت را می‌فهمد و در حالی که آن چهار نفر دور می‌شوند التماس می‌کند تا شغل او را نجات دهند.